# Костомаровы
Костомаровы — русский дворянский род, восходящий к середине XVI века.
Фёдор Костомаров был послан в 1592 году в Лондон Борисом Годуновым учиться и там окончательно поселился. Степан Матвеевич Костомаров был пожалован вотчиной (1634). В XVII веке были известны в роде Костомаровых: московский дворяне Фёдор Александрович (в 1671—1677) и Лука Карпович (в 1692); стряпчий Трофим Лукич (в 1692); стольник царицы Прасковьи Фёдоровны Василий Фёдорович (в 1692); стольник Игнатий Фёдорович (в 1692).
Род Костомаровых разделился на несколько ветвей, которые были внесены в VI и II части родословной книги Орловской, Тверской и Харьковской губерний Российской империи. В Москве родовая вотчина «Костомаровский крутояр» располагалась на берегу Яузы, напротив Спасо-Андрониева монастыря, что нашло отражение в топонимике Москвы: Костомаровский переулок, Крутоярский переулок, Костомаровская набережная, Костомаровский мост.

## Известные представители
- Костомаров, Всеволод Дмитриевич (1837—1865)
- Костомаров, Дмитрий Коронатович (1857—1920)
- Костомаров, Дмитрий Павлович (1929—2014)
- Костомаров, Константин Коронатович (1860—1909)
- Костомаров, Коронат Филиппович (1803—1873)
- Костомаров, Николай Андреевич (1790—1863)